# Campionati europei di atletica leggera 1978 - Salto in lungo maschile
La gara del salto in lungo maschile si è tenuta il 1° ed il 2 settembre.

## Risultati

### Qualificazioni
| Pos | Nome                | Nazione          | Misura | Note |
| --- | ------------------- | ---------------- | ------ | ---- |
| 1   | Nenad Stekić        | Jugoslavia       | 7.96   | Q    |
| 2   | Vladimir Tsepelyov  | Unione Sovietica | 7.95   | Q    |
| 3   | Jaroslav Priščák    | Cecoslovacchia   | 7.81   | Q    |
| 4   | Jan Leitner         | Cecoslovacchia   | 7.80   | Q    |
| 5   | Valeriy Podluzhniy  | Unione Sovietica | 7.79   | q    |
| 6   | Roy Mitchell        | Regno Unito      | 7.77   | q    |
| 7   | Stanisław Jaskułka  | Polonia          | 7.74   | q    |
| 8   | Jacques Rousseau    | Francia          | 7.72   | q    |
| 9   | Grzegorz Cybulski   | Polonia          | 7.71   | q    |
| 10  | Jaroslav Křivka     | Cecoslovacchia   | 7.71   | q    |
| 11  | Jochen Verschl      | Germania Ovest   | 7.66   | q    |
| 12  | Åke Fransson        | Svezia           | 7.66   | q    |
| 13  | Marek Chludziński   | Polonia          | 7.61   |      |
| 14  | Philippe Deroche    | Francia          | 7.58   |      |
| 15  | Ronald Desruelles   | Belgio           | 7.54   |      |
| 16  | László Szalma       | Ungheria         | 7.53   |      |
| 17  | Oganes Stepanyan    | Unione Sovietica | 7.52   |      |
| 18  | Winfried Klepsch    | Germania Ovest   | 7.52   |      |
| 19  | Dimitrios Delifotis | Grecia           | 7.44   |      |
| 20  | Maurizio Maffi      | Italia           | 7.42   |      |
| 21  | Alberto Solanas     | Spagna           | 7.36   |      |

### Finale
| Pos | Nome               | Nazione          | Misura | Note |
| --- | ------------------ | ---------------- | ------ | ---- |
| 1   | Jacques Rousseau   | Francia          | 8.18   | CR   |
| 2   | Nenad Stekić       | Jugoslavia       | 8.12   |      |
| 3   | Vladimir Tsepelyov | Unione Sovietica | 8.01   |      |
| 4   | Grzegorz Cybulski  | Polonia          | 7.96   |      |
| 5   | Jochen Verschl     | Germania Ovest   | 7.89   |      |
| 6   | Valeriy Podluzhniy | Unione Sovietica | 7.89   |      |
| 7   | Roy Mitchell       | Regno Unito      | 7.88   |      |
| 8   | Åke Fransson       | Svezia           | 7.65   |      |
| 9   | Jaroslav Křivka    | Cecoslovacchia   | 7.60   |      |
| 10  | Stanisław Jaskułka | Polonia          | 7.60   |      |
| 11  | Jan Leitner        | Cecoslovacchia   | 7.59   |      |
| 12  | Jaroslav Priščák   | Cecoslovacchia   | 7.48   |      |